# Rio Jandiatuba
O rio Jandiatuba é um curso de água que banha o estado do Amazonas, no Brasil, que possui aproximadamente 500 km de extensão. É afluente da margem direita do rio Solimões e rio Amazonas. Sua nascente está situada a 6º 05' S e 70º 41' O.
Jandiatuba vem do Tupi-Guarani que quer dizer: "aquele que anda perto das aguas".